# Пикульник обыкновенный
Пикульник обыкновенный, или Медовик (лат. Galeopsis tetrahit) — однолетнее травянистое растение, вид рода Пикульник (Galeopsis) семейства Яснотковые (Lamiaceae). Типовой вид рода.

## Название
Существует более трёх десятков народных названий данного растения. Некоторые из них — «конопельник», «дикая конопля», «бадылёк», «сучье вымя», «куриные головки», «головка петушья», «пикульник жестковолосый», «жабрей», «курятник» и др.

## Ботаническое описание

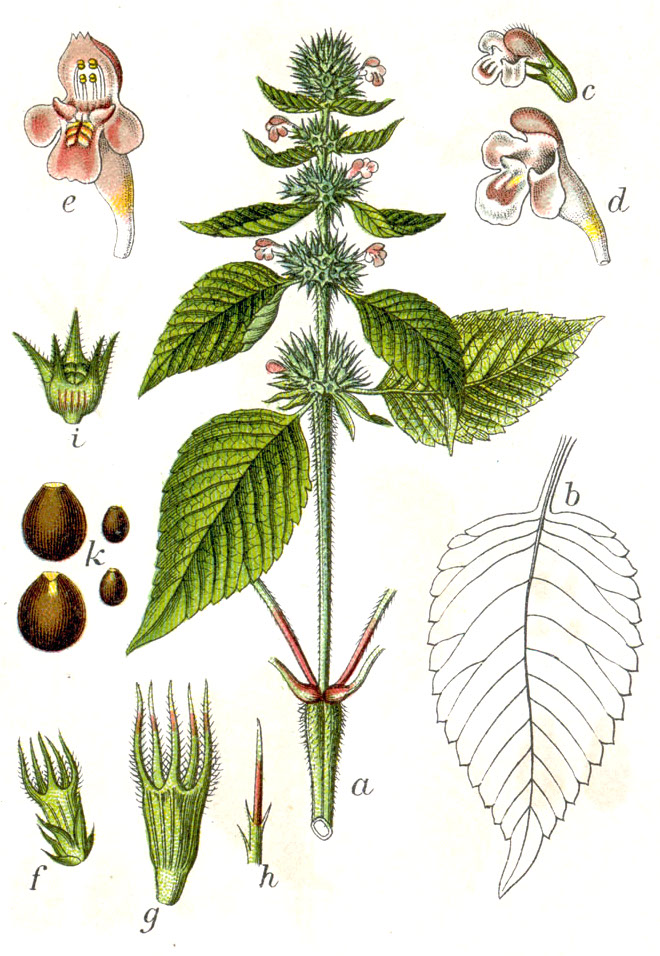
Пикульник обыкновенный.

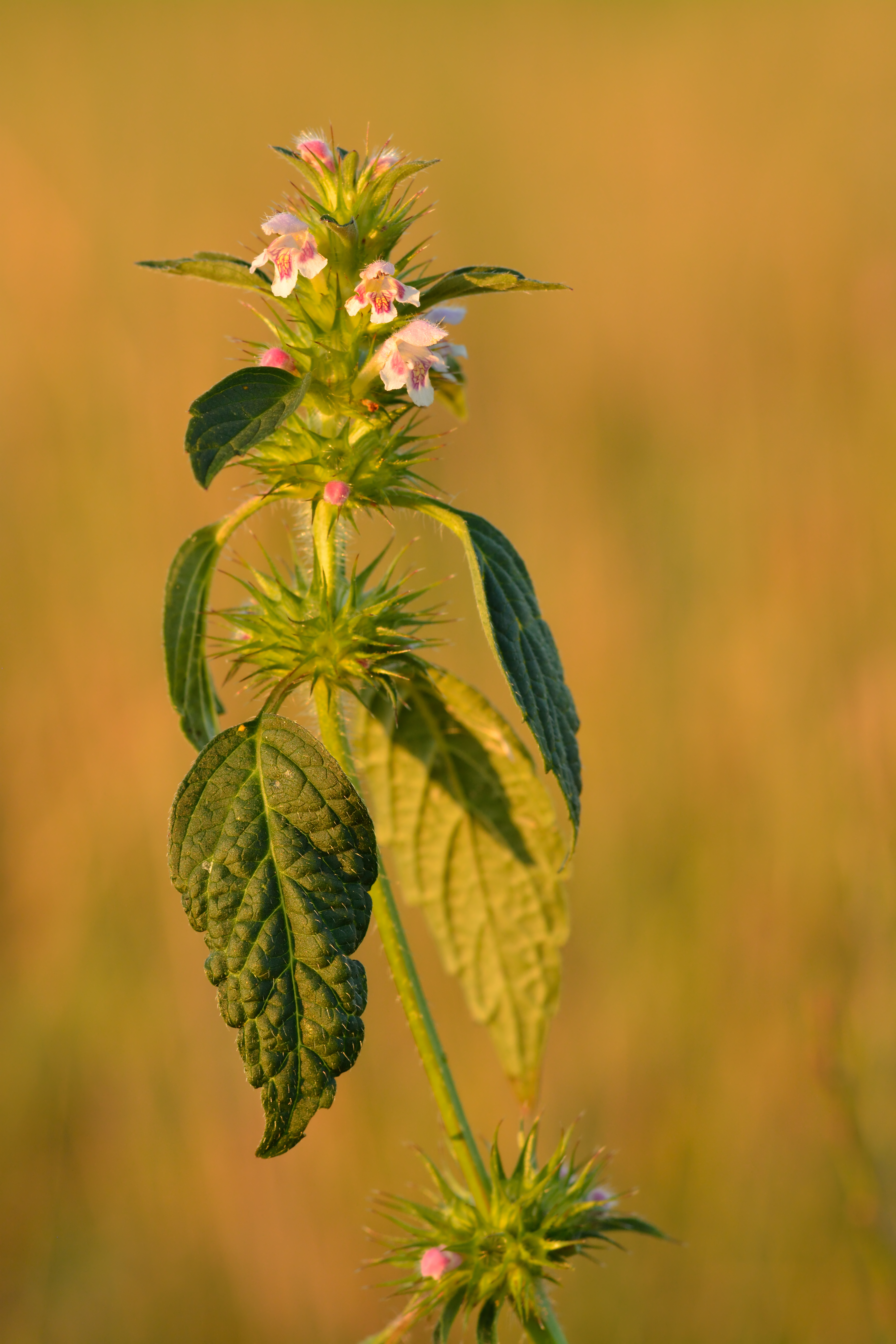
Верхняя часть растения

Стебель прямой, до 50 см высотой, сильно ветвистый, покрыт жёсткими волосками.
Листья продолговато-яйцевидные, заострённые, ворсистые, с пильчатым краем.
Цветки лиловые, около 1,5 см длиной. Чашечка с пятью зубцами, колючая, равная трубке венчика. Нижняя губа венчика покрыта пятнами.
Цветёт в июле — августе.

## Распространение и экология
Растёт по полям, огородам, пустырям, на сыроватой почве. 

## Хозяйственное значение и применение
Пикульник обыкновенный — хороший медонос.

## Классификация

### Таксономия
Galeopsis tetrahit L., 1753, Sp. Pl. : 579 
Вид Пикульник обыкновенный относится к роду Пикульник (Galeopsis) семейства Яснотковые (Lamiaceae) порядка Ясноткоцветные (Lamiales), который последовательно входит в вышестоящие клады Ламииды → Астериды → Суперастериды → Эвдикоты → Цветковые растения. Таксономическая схема в соответствии с Системой APG IV по состоянию на декабрь 2023 года:
|  |                          |  |                                   |                                   |                      |  | еще 23 семейства | еще 23 семейства |                            |  |  |  | еще 16 подтвержденных видов и 15 видов, ожидающих подтверждения |
|  |                          |  |                                   |                                   |                      |  | еще 23 семейства | еще 23 семейства |                            |  |  |  | еще 16 подтвержденных видов и 15 видов, ожидающих подтверждения |
|  |                          |  |                                   | порядок Ясноткоцветные            |                      |  |                  |                  | род Пикульник              |  |  |  |                                                                 |
|  |                          |  |                                   | порядок Ясноткоцветные            |                      |  |                  |                  | род Пикульник              |  |  |  |                                                                 |
|  | клада Цветковые растения |  |                                   |                                   | семейство Яснотковые |  |                  |                  | вид Пикульник обыкновенный |  |  |  |                                                                 |
|  | клада Цветковые растения |  |                                   |                                   | семейство Яснотковые |  |                  |                  |                            |  |  |  |                                                                 |
|  |                          |  | ещё 63 порядка цветковых растений | ещё 63 порядка цветковых растений |                      |  |                  | еще 267 родов    | еще 267 родов              |  |  |  |                                                                 |
|  |                          |  |                                   | ещё 63 порядка цветковых растений |                      |  |                  |                  | еще 267 родов              |  |  |  |                                                                 |

### Синонимы
- Galeopsis alpicola Nyman
- Galeopsis beckii Dalla Torre & Sarnth.
- Galeopsis crenatifolia Sennen & Sennen
- Galeopsis gacognei Nyman
- Galeopsis glaucocerata P.Fourn.
- Galeopsis grandiflora Suter
- Galeopsis ionantha Borbás
- Galeopsis lactiflora Borbás
- Galeopsis laramberguei Martrin-Donos
- Galeopsis leucantha Nyman
- Galeopsis michelianae Turra
- Galeopsis neglecta Schult. ex Steud.
- Galeopsis nodosum Gray
- Galeopsis persetosa Borbás
- Galeopsis praecox Jord.
- Galeopsis pseudotetrahit P.Fourn.
- Galeopsis reichenbachii Reut.
- Galeopsis silvestris Borbás
- Galeopsis subtatrensis Borbás
- Galeopsis tetrahit f. alba Farw.
- Galeopsis tetrahit f. albiflora House
- Galeopsis tetrahit subsp. glaucoserata P.Fourn.
- Galeopsis tetrahit subsp. praecox (Jord.) Rapin
- Galeopsis tetrahit subsp. reichenbachii (Reut.) Nyman
- Galeopsis tetrahit subsp. verlotii (Jord.) Nyman
- Galeopsis tetrahit var. arvensis Lej. & Courtois
- Galeopsis tetrahit var. beckii K.Malý
- Galeopsis tetrahit var. idiotropa Briq.
- Galeopsis tetrahit var. lazistanica Briq.
- Galeopsis tetrahit var. praecox (Jord.) Gren.
- Galeopsis tetrahit var. reichenbachii (Reut.) Rapin
- Galeopsis tetrahit var. sylvestris Schltdl.
- Galeopsis tetrahit var. tetrahit
- Galeopsis tetrahit var. verlotii (Jord.) Briq.
- Galeopsis tetrahit var. vulgaris Gren.
- Galeopsis urticifolia Salisb.
- Galeopsis verlotii Jord.
- Ladanum tetrahit Kuntze
- Lamium tetrahit Crantz
- Tetrahit grandiflorum Gilib.
- Tetrahit leucanthum Fourr.
- Tetrahit navieri Fourr.
- Tetrahit nodosum Moench
- Tetrahit praecox Fourr.
- Tetrahit purpurascens Gilib.
- Tetrahit reichenbachii Fourr.